# Pedicularis cyathophylloides
Pedicularis cyathophylloides är en snyltrotsväxtart som beskrevs av Hans Wolfgang Limpricht. Pedicularis cyathophylloides ingår i släktet spiror, och familjen snyltrotsväxter. Inga underarter finns listade i Catalogue of Life.